# Оитски даждевњак
Оитски даждевњак (лат. Hynobius dunni, енгл. Oita salamander) је водоземац из реда репатих водоземаца (Caudata) и породице  Hynobiidae.

## Распрострањење
Ареал врсте је ограничен на једну државу. Јапанска острва Шикоку (околина градова Оита, Кумамото и Мијазаки) и Кјушу (околина града Кочи) су једина позната природна станишта врсте.

## Станиште
Станишта врсте су шуме, бамбусове шуме и слатководна подручја.

## Угроженост
Ова врста се сматра угроженом.